# Custódio Miguel de Borja
Custódio Miguel de Borja (Seixal, Seixal, 25 de dezembro de 1849 — ?, 21 de novembro de 1911) foi um militar e administrador colonial português.

## Biografia
Militar, era capitão-tenente da armada real portuguesa, quando assumiu como 45.º Governador representante e depois Governador de São Tomé e Príncipe de 28 de Dezembro de 1879 a 3 de Janeiro de 1880 e novamente 49.º Governador de São Tomé e Príncipe de 24 de Maio de 1884 a 25 de Agosto de 1886.
Exerceu o cargo de Governador de Macau, de 16 de Outubro de 1890 a 24 de Março de 1894. Nesta época, passou a ser encarregado de negócios (outubro de 1890) e Ministro plenipotenciário de Portugal na China (Abril de 1891), Japão e Tailândia (Julho de 1891).
Exerceu o cargo de 91.º Governador-Geral da Província de Angola, de 17 de Março a Dezembro de 1904, tendo sido antecedido pelo 1.º mandato de Eduardo Augusto Ferreira da Costa e sucedido pelo 2.º mandato de António Duarte Ramada Curto.
De 1903 a 1904 foi o 3.º e último Soberano Grande Comendador do Supremo Conselho afecto ao Grande Oriente de Portugal e o 3.º e último Grão-Mestre do Grande Oriente de Portugal, antes de estes se reunirem ao Grande Oriente Lusitano.
Após o seu falecimento, foi homenageado tendo o seu nome em uma avenida, uma rua e uma travessa de Macau.